# Contrôle par ressuage
Pour les articles homonymes, voir Ressuage et PT.
 (octobre 2022).
Si vous disposez d'ouvrages ou d'articles de référence ou si vous connaissez des sites web de qualité traitant du thème abordé ici, merci de compléter l'article en donnant les références utiles à sa vérifiabilité et en les liant à la section « Notes et références ».
Le contrôle par ressuage (Penetrant Testing en anglais, d'où son abréviation officielle : PT) est une méthode de contrôle non destructif qui consiste à appliquer un liquide pour mettre en évidence des discontinuités débouchantes comme la fissure, la crique, etc. sur tout métal, de nombreuses céramiques et pièces composites. Le ressuage est très utilisé dans l'aéronautique, l'industrie de production d'énergie, les forges, les transports.

## Méthode de contrôle

### Origines de la méthode
La technique du ressuage fut découverte à l'époque du chemin de fer à vapeur par un mécanicien consciencieux qui entretenait régulièrement sa locomotive. En nettoyant une des bielles de sa machine, il constata qu'après essuyage une trace d'huile revenait toujours au même endroit. Il eut ensuite l'idée de recouvrir la bielle de poudre de craie après l'avoir soigneusement essuyée. La trace d'huile réapparut, dessinant une ligne continue et bien nette (appelée aujourd'hui « indication linéaire » dans le langage consacré des contrôleurs par ressuage). Cette ligne révélait une crique de fatigue (amorce de rupture) sur la bielle. L'inspection par ressuage était née.

### Principe
Depuis cette époque, la technique de ressuage a été perfectionnée et codifiée. On utilise actuellement des pénétrants plus perfectionnés que l'huile. Ce sont généralement des produits pétroliers colorés ou fluorescents, dont le classement par sensibilité varie selon les normes et spécifications applicables. Cinq niveaux (de 1/2 à 4) sont définis pour les pénétrants fluorescents. Il existe deux niveaux de sensibilité pour les pénétrants colorés selon la série de normes ISO 3452, alors que les documents américains ne font état que d'un seul niveau. Quelle que soit la couleur, le principe reste toutefois le même :

1. Coupe d'un matériau comportant un défaut débouchant type fissure
2. La surface du matériau est enduite de pénétrant.
3. Le pénétrant est éliminé par lavage et la pièce est ensuite séchée.
4. Le matériau est enduit de révélateur. Le défaut devient visible.

- Le ressuage exige une préparation de surface très soignée, appropriée au matériau à contrôler et aux polluants à éliminer de la surface. L'intérieur des éventuelles discontinuités doit également être nettoyé. On enduit ensuite la pièce à contrôler de pénétrant, par pulvérisation électrostatique ou par immersion (parfois par pulvérisation de pénétrant en aérosol, notamment dans le cas d'un ressuage localisé sur une ou plusieurs zones désignées d'une pièce volumineuse).
- On lave la pièce pour éliminer le pénétrant déposé en surface. Les conditions de lavage (pression, température, durée) sont déterminées par la gamme de ressuage, afin de laver soigneusement le produit en surface sans éliminer celui qui a pénétré dans les éventuels défauts débouchant de la pièce.
- On sèche la pièce à l'étuve, parfois à l'aide d'air comprimé (air sec) à très basse pression ou de chiffons propres, secs et non pelucheux.
- On applique ensuite le révélateur, en poudre, en suspension ou en solution.
- On examine enfin la pièce, sous lumière naturelle dans le cas de pénétrant coloré ou sous éclairage UV (ultraviolet) dans le cas de pénétrant fluorescent, dans les délais impartis par la méthode de contrôle.

On établit finalement un rapport de contrôle et/ou une déclaration de conformité.

### Qui peut effectuer ce contrôle?
Comme pour tous les autres contrôles non destructifs, dans un certain nombre d'industries (aéronautique, automobile), la déclaration de conformité des pièces contrôlées ne peut être rédigée et signée que par un opérateur certifié. Pour obtenir sa carte (son document de certification), l'opérateur doit :
- justifier d'un certain nombre d'heures de pratique, sous la responsabilité d'un opérateur certifié,
- produire un certificat médical d'aptitude pour justifier de sa bonne vision (avec ou sans correction),
- suivre une formation,
- réussir l'examen de certification (épreuves théoriques et pratiques),
- signer un engagement déontologique et le respecter,
- effectuer ses contrôles sur une installation qualifiée.

Il devra ensuite présenter tous les ans un nouveau certificat médical pour sa vision et se fera recertifier à intervalles réguliers (tous les 5 ans en France). Il existe divers niveaux de qualification.
Les exigences des secteurs aéronautique et automobile étant légèrement différentes et il existe plusieurs comités de certification. Dans le domaine aéronautique en France par exemple, le COSAC (COmité Sectoriel Aérospatial de Certification des agents de contrôle non destructif) membre de la COFREND (Confédération Française des Essais Non Destructifs) est garant du système de certification. Le COSAC tient à jour une liste des agents certifiés, disponible notamment sur Internet.

### Normes et directives spécifiques
Différentes normes décrivent et codifient le contrôle par ressuage, notamment (liste non limitative) :
- ISO 12706 - Essais non destructifs - Contrôle par ressuage - Vocabulaire[3]
- ISO 3452-1 - Essais non destructifs - Examen par ressuage - Partie 1: Principes généraux
- ISO 3452-2 - Essais non destructifs - Examen par ressuage - Partie 2 : Essai des produits de ressuage
- ISO 3452-3 - Essais non destructifs - Examen par ressuage - Partie 3 : Pièces de référence
- ISO 3452-4 - Essais non destructifs - Examen par ressuage - Partie 4 : Equipement
- ISO 3452-5 - Essais non destructifs - Examen par ressuage - Partie 5: Examen par ressuage à des températures supérieures à 50 degrés C
- ISO 10893-4 - Essais non destructifs des tubes en acier - Partie 4 : Contrôle par ressuage des tubes en acier sans soudure et soudés pour la détection des imperfections de surface
- ISO 23277 - Contrôle non destructif des assemblages soudés - Contrôle par ressuage des soudures
- EN 10228-2 - Essais non destructifs des pièces forgées en acier - Partie 2 : Contrôle par ressuage
- EN 1371-1 - Fonderie - Contrôle par ressuage - Partie 1 : Pièces moulées au sable, en coquille, par gravité et basse pression
- EN 1371-2 - Fonderie - Contrôle par ressuage - Partie 2 : Pièces en moulage de précision (cire perdue)

De plus, certaines directives émanant de gros donneurs d'ordre de l'industrie, constituent les bases de ce contrôle, comme l'EN 4179 - Série Aérospatiale - Qualification et agrément des personnels pour les Contrôles Non Destructifs, qui édite les exigences qui sont reprises par les NANDTB (National Authority Non Destructive Testing Board) européennes et américaines (Les États-Unis utilisent la norme NAS 410 dans le secteur aéronautique et spatial).